# Baharuia gracilis
Baharuia és un gènere monotípic que pertany a la família de les Apocynaceae. Conté una única espècie: Baharuia gracilis D.J.Middleton. És originari del sud-est d'Àsia distribuït a Sumatra i Borneo (Brunei, Kalimantan, Sabah, Sarawak).

## Taxonomia
El gènere va ser descrit per David John Middleton i publicat a Blumea 40(2): 445. 1995.